# Temara
Temara (tiếng Ả Rập: تمارة) là một thành phố ven biển ở Maroc. Nó là một phần của Wilaya Rabat-Salé, và nằm trực tiếp ở phía nam của Rabat bên bờ biển Đại Tây Dương, ở khu vực ngoại ô của thủ đô. Thành phố có 250.000 dân năm 2010. Nó là kết nghĩa với Saint Germain en Laye, Pháp. Thành phố có những bãi biển.
Temara được thành lập vào thế kỷ thứ mười hai (1130-1163) bởi Sultan Almohad Abd al-Mumin, người đã xây dựng một nhà thờ Hồi giáo ở đó. Năm thế kỷ sau đó, Mulai Ismail xây dựng bức tường nay vẫn còn. Sau đó, Mulai Abd ar-Rahman (1822-1859) và Moulay Abdul Aziz (1894-1908), hoàn thành (Kasbah de guiche Oudaïa) làm trại tôn giáo và quân sự.
Temara là gần với hai thành phố chính của Maroc, Rabat, thủ đô và trung tâm kinh tế Casablanca.
Có hai khu vực công nghiệp chính của thành phố Temara. Khu vực đầu tiên nằm về hướng Casablanca, và, với tổng diện tích 120 ha, có thể mở rộng lên 300 ha với 55 đơn vị công nghiệp trong khu vực này, bao gồm các lĩnh vực ngành công nghiệp sạch hơn (dệt may, bao bì, in ấn, thực phẩm). Khu công nghiệp thứ hai là ở đầu kia của thị trấn về hướng Rabat. Nó là Attasnia, khu công nghiệp, với tổng cộng 20 ha, có 23 đơn vị công nghiệp (như dệt may, điện tử, hóa chất).